# Jack DeJohnette
Jack DeJohnette, född 9 augusti 1942 i Chicago, Illinois, är en amerikansk jazztrummis, pianist och kompositör.
DeJohnette föddes i Chicago. Förutom trummor studerade han även piano, som han även spelar på flera inspelningar. Han blev känd som medlem i Charles Lloyds band, en grupp som också Keith Jarrett ingick i under samma tid. Han spelade med Bill Evans 1968 på livealbumet Bill Evans at the Montreux Jazz Festival. Mellan 1969 och 1972 spelade DeJohnette med Miles Davis och spelade in album för skivbolaget ECM som både ledare och ackompanjatör. 
DeJohnette har lett flera olika grupper ända sen början av 1970-talet, inklusive Compost, en jazzrockgrupp som spelade in två album för Columbia med Bob Moses och Harold Vick; Directions (med John Abercrombie, Alex Foster, Warren Bernhardt och Mike Richmond); New Directions (med Abercrombie, Lester Bowie och Eddie Gomez); och Special Edition (med Dave Murray, Chico Freeman, Arthur Blythe, Peter Warren med flera). 
Sedan början av 1980-talet har han varit en medlem i vad som har blivit känt som Keith Jarrett's Standards Trio. Han är en bländande improvisatör och en tydlig stilistisk efterträdare till Roy Haynes och två av de framgångsrikaste trummisarna under 1960-talet, Tony Williams och Elvin Jones. 
Sedan 2003 har DeJohnette varit en del av Trio Beyond med musikerna Larry Goldings (orgel) och John Scofield (gitarr). Trion startades som en tribut till The Tony Williams Lifetime trio under ledning av Williams med Larry Young (orgel) och John McLaughlin (gitarr).